# Grupa Atena
Grupa Atena (grupa planetoidy Aten) – planetoidy bliskie Ziemi, które krążąc wokół Słońca poruszają się przeważnie wewnątrz ziemskiej orbity. Półoś wielka ich orbity jest mniejsza od 1 j.a., a ich aphelia są zwykle większe niż peryhelium Ziemi.
Do przedstawicieli tej kategorii planetek należy (2062) Aten, od którego wzięła nazwę cała ta grupa. Nazwa planetoidy Aten pochodzi z mitologii egipskiej, od boga Atona lub Atena; nazwy innych planetoid tej grupy także najczęściej pochodzą z mitologii egipskiej.
W grudniu 2004 roku jedna z planetoid grupy Atena, (99942) Apophis, wzbudziła szereg obaw ze względu na to, że jej wyznaczona orbita zdawała się prowadzić na kurs kolizyjny z Ziemią w 2029 roku. Dokładniejsze wyznaczenie orbity wykluczyło jednak możliwość zderzenia planetoidy z Ziemią lub Księżycem. Prawdopodobieństwo uderzenia w Ziemię przy ponownym zbliżeniu w 2036 roku także jest znikome.
Do grupy Atena czasem zaliczane bywają też planetoidy grupy Atiry, których orbity całkowicie zawierają się wewnątrz orbity Ziemi.
Według stanu na 13 marca 2025 roku znanych było 3021 planetoid należących do tej grupy, z czego 271 miało nadane numery, a 14 również nazwy.